# François Salembier
François Marie Salembier (Isbergues, 15 december 1764 - Brugge, 6 november 1798) was een Franse bandiet, hoofd van de bende die naar hem werd genoemd.

## Geschiedenis
François Salembier werd geboren als zoon van de schoenlapper Jacques Salembier en van Anne Delmarrée (of Delmar).
Hij trouwde op 4 oktober 1785 in Aire-sur-la-Lys met Marie-Anne-Françoise Carpentier, dochter van Jacques Carpentier en Scholastique Berier. Hij was 21, zij was 30.
In 1793 werd hij gearresteerd, verdacht een 'émigré' te zijn. Hij werd vrijgesproken door de revolutionaire rechtbank en min of meer verplicht om zich als vrijwilliger aan te melden bij het leger. Teruggekeerd naar Aire-sur-la-Lys maakte hij er kennis met een brocanteur-oplichter, zekere Mouquet genaamd Cadet, die hem introduceerde in een "geheim genootschap". Het bleek om een bende gangsters te gaan die er een gewoonte van had gemaakt afgelegen hoeven te overvallen en de bewoners aan de foltering van de chauffage  of voetschroeien te onderwerpen, wat betekende dat ze hun voeten in het haardvuur roosterden, tot ze bekenden waar ze hun spaarcenten bewaarden. 
De bende bestond weldra uit een honderdtal man, hoofdzakelijk ambulant volk: colporteurs, foorkramers, uitdragers, paardenkopers, bedelaars en zelfs een paar officieren en ambtenaren. Salembier nam een eerste maal deel aan een actie in Aire-sur-la-Lys in 1796. Het slachtoffer was de aristocraat Pierre Marie Félix Olivier, die gewurgd werd. Salembier schrok hier hevig van en vluchtte naar Rijsel. Hij nam echter kort daarop weer deel aan verschillende overvallen en werd stilaan een leider van de bende.
Geïnformeerd door zijn vrouw dat de politie hem op de hielen zat, dook hij onder, wat hem niet belette overvallen uit te voeren, onder meer in Dowaai en Isbergues. Hij en zijn bendeleden werden aangehouden toen ze op weg waren naar Amiens. Opgesloten in de gevangenis van Arras, ontsnapte Salembier op 12 mei 1796 en vertrok naar Rouen. Vervolgens, het bandietenleven stilaan beu, keerde hij naar Aire-sur-la-Lys en nam zijn vrouw mee naar België. Maar zijn kompanen begrepen het niet zo en ze onderschepten hem om deel te nemen aan aanvallen in de streek van Valenciennes en daarna in de departementen van de Leie, de Schelde en het Noorden.
Hij werd herkend en een signalement van hem werd naar alle politieposten gestuurd: ongeveer dertig jaar, 1,68 m lang, bruin haar, zwarte baard, ovaal gezicht.
Naar Brabant getrokken wilde hij, met drie handlangers, de kathedraal van Mechelen beroven, maar dat mislukte. Ze lieten zich nadien naar Brussel voeren en bij aankomst wurgden ze de koetsier die hen tot daar had gebracht. In de volgende weken bedreef de Bende van Salembier talrijke overvallen in verschillende departementen, zodat de schrik groeide bij de bevolking, vooral op het platteland. 
Op 24 november 1796 werd Salembier in Duinkerke gearresteerd. Zijn schrikbewind had dus minder dan een jaar geduurd. Hij werd overgebracht naar Rijsel en vervolgens naar Brugge, hoofdplaats van de rechtbank in het departement van de Schelde. Het onderzoek nam meer dan een jaar in beslag. Eindelijk werd hij voor de rechtbank gebracht. Na een proces dat twaalf dagen duurde werd hij schuldig bevonden en ter dood veroordeeld. Toen hij op 6 november 1798 het schavot beklom, wilde hij nog een verklaring afleggen, maar hij werd uitgejouwd door de twintig bendeleden die na hem moesten geguillotineerd worden en die hem waren gaan haten omdat ze meestal door hem waren verklikt.
Na zijn terechtstelling werd hij, net zoals Baekelandt en een paar andere booswichten, een legendarische figuur van wie de wandaden in marktliederen en volksverhalen werden beschreven.

## Bron
- Sententie uitgsproken door den Criminele Regtbank van het deprtement der Leie (...) jegens François-Marie Salembier en ijn Medepligtige, Brugge, drukker Bogaert, 1798, 70 blz.